# 178151 Kulangsu
178151 Kulangsu este o planetă minoră (asteroid) din centura de asteroizi. A fost descoperită pe 14 octombrie 2006 la Lulin Observatory⁠(d) de Ye Quanzhi⁠(d). 
Obiectul prezintă o orbită caracterizată de o semiaxă mare de 3,1253660873663 UAi, o excentricitate de 0,07, o înclinație de 10,2 ° în raport cu ecliptica.